# Учхоз (Калузька область)
Учхоз (рос. Учхоз) — село в Дзержинському районі Калузької області Російської Федерації.
Населення становить 17 осіб. Входить до складу муніципального утворення Село Дворці.

## Історія
Від 2004 року входить до складу муніципального утворення Село Дворці.

## Населення
| 2002 | 2010 |
| ---- | ---- |
| 3    | ↗17  |